# Vitstjärtad grönbulbyl
Vitstjärtad grönbulbyl (Baeopogon clamans) är en fågel i familjen bulbyler inom ordningen tättingar.

## Utbredning och systematik
Fågeln förekommer lokalt i Kamerun, Ekvatorialguinea, västra Gabon och nordöstra Demokratiska republiken Kongo. Den behandlas som monotypisk, det vill säga att den inte delas in i några underarter.

## Status
IUCN kategoriserar arten som livskraftig.